# Cerkiew Świętych Apostołów Piotra i Pawła w Lidzbarku Warmińskim
Cerkiew pod wezwaniem Świętych Apostołów Piotra i Pawła – prawosławna cerkiew parafialna w Lidzbarku Warmińskim. Należy do dekanatu Olsztyn diecezji białostocko-gdańskiej Polskiego Autokefalicznego Kościoła Prawosławnego.
Świątynia znajduje się przy ulicy Wysoka Brama.

## Historia

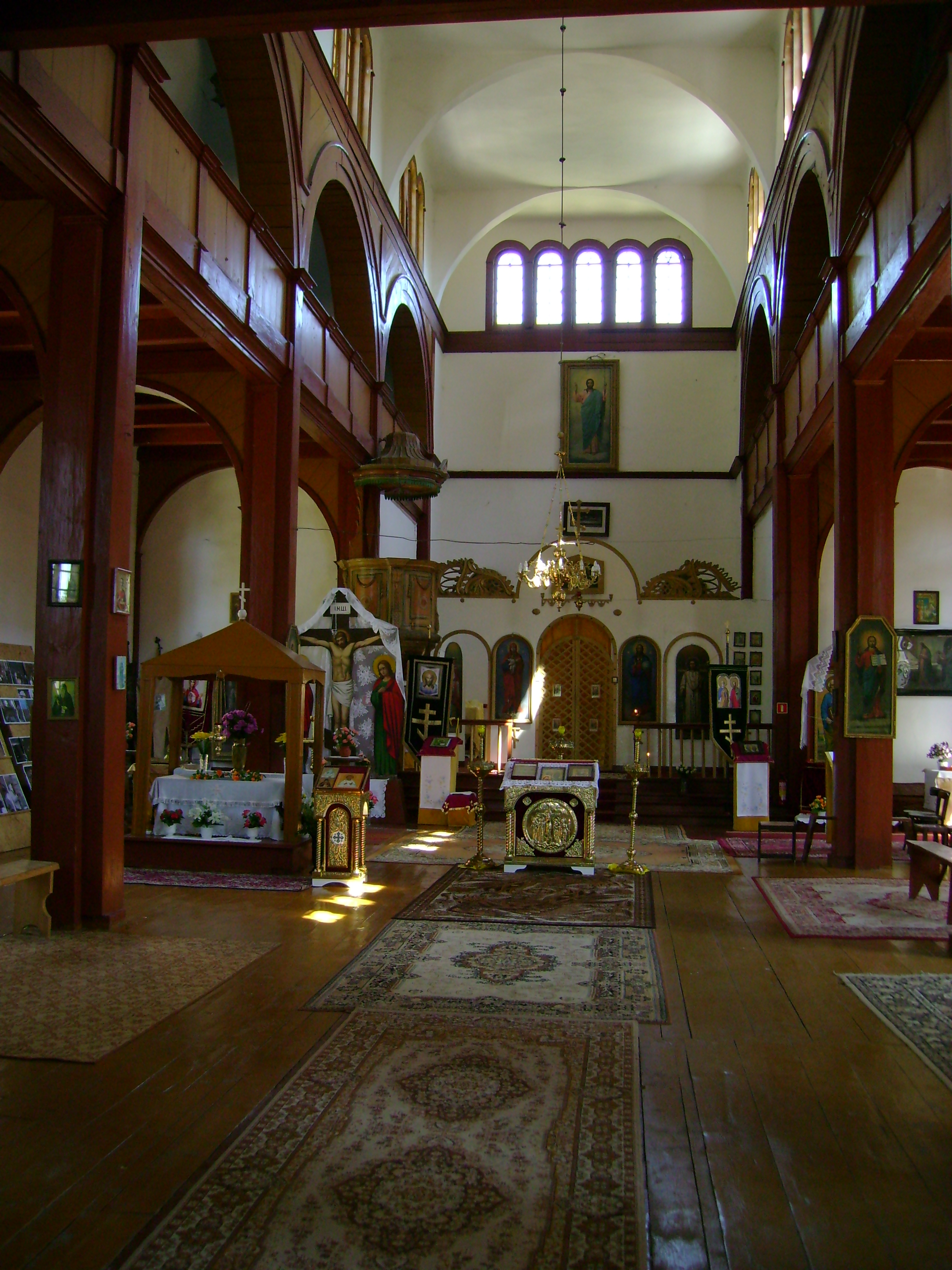
Wnętrze cerkwi

Zbudowana w latach 1818–1823 jako kościół ewangelicki. Budowę finansował król pruski Fryderyk Wilhelm III. W 1950 r. pozyskana przez prawosławnych i zaadaptowana na cerkiew. W drugiej dekadzie XXI w. gruntownie wyremontowana.
Wpisana do rejestru zabytków 17 grudnia 1957 pod nr 473(L/32).

## Architektura
Budowla drewniana, posiada konstrukcję ryglową, na kamiennej podmurówce; oszalowana, jest trójnawową, pięcioprzęsłową bazyliką emporową, z płytkim prezbiterium od północy i dwuwieżową fasadą od południa. We wnętrzu empory podparte czworobocznymi słupami, otwarte do nawy głównej szerokimi półkolistymi arkadami. We wnętrzu świątyni mieści się współczesny ikonostas.